# Autophila monstruosa
Autophila monstruosa là một loài bướm đêm trong họ Erebidae.